# Penk (Gemeinde Grafenbach-St. Valentin)
Penk ist eine Ortschaft und eine Katastralgemeinde der Marktgemeinde Grafenbach-St. Valentin im Bezirk Neunkirchen in Niederösterreich. Die Ortschaft hat 269 Einwohner (Stand 1. Jänner 2024). Bis Ende 1971 war Penk eine eigenständige Gemeinde.

## Geografie
Das südlich von St. Valentin zwischen dem Eichberg und dem Kohlriegel gelegene Dorf ist über die Landesstraße L137 erreichbar. Im Ort zweigt die L4147 ab.

## Geschichte
Laut Adressbuch von Österreich waren im Jahr 1938 in der Ortsgemeinde Penk zwei Gastwirte, zwei Gemischtwarenhändler, ein Schuster und ein Landwirt mit Direktvertrieb ansässig. Zudem gab es beim Ort eine Abbaustätte der Oest. Quarzsandindustrie AG.
Mit 1. Jänner 1972 wurden im Zuge der Niederösterreichischen Kommunalstrukturverbesserung die bis dahin selbständigen Gemeinden Penk und Ober-Danegg nach Grafenbach-Sankt Valentin eingemeindet.